# Jeff Lorber
Jeff Lorber (Filadelfia, 4 novembre 1952) è un tastierista e compositore statunitense.

## Discografia

### Album studio (The Jeff Lorber Fusion)
- The Jeff Lorber Fusion (1977)
- Soft Space (1978)
- Water Sign (1979)
- Wizard Island (1980)
- Galaxian (1981)
- Now Is the Time (2010)
- Galaxy (2012)
- Hacienda (2013)
- Step It Up (2015)

### Album studio (solista)
- It's a Fact (1982)
- In the Heart of the Night (1984)
- Lift Off (1984)
- Step by Step (1984)
- Private Passion (1986)
- Worth Waiting for (1993)
- West Side Stories (1994)
- State of Grace (1996)
- Midnight (1998)
- Kickin' It (2001)
- Philly Style (2003)
- Flipside (2005)
- He Had a Hat (2007)
- Heard That (2008)